# Franck Lorrain
Pour les articles homonymes, voir Lorrain (homonymie).
Franck Lorrain est un acteur français.

## Biographie
Actif dans le doublage, il a notamment prêté sa voix à plusieurs reprises à des acteurs comme Garrett Hedlund, Ryan Reynolds, Shia LaBeouf, Sebastian Stan, Joseph Gordon-Levitt, ou encore Ryan Gosling.

## Théâtre
- 1994 :
  - L'Enfant Musique de Didier Rimaud, mise en scène par François Joxe (Théâtre de la Cité internationale, rôle : le Conteur)
  - Les Mille et une nuits, mise en scène par François Joxe (Festival de Gavarnie, rôle : Comédien Stagiaire)
- 1995 :
  - Le Grand-Écart de Jean Cocteau, mise en scène par Martine De Breteuil (Nouveau Théâtre Mouffetard, rôle : Jacques Forestier)
  - Festival Tchekhov d’Anton Tchekhov, mise en scène par Philippe Lardaud (Auditorium des Halles, rôle : Lomov)
- 1995–1996 : Le Mal de Mère de Pierre-Olivier Scotto, mise en scène par Françoise Seigner (en tournée, rôle : Sébastien)
- 1996 : Le Monte-plats de Harold Pinter, mise en scène par Christophe Turgie (Théo Théâtre, rôle : Gus)
- 1998–2000 :
  - La Fonction de Jean-Marie Besset, mise en scène par Philippe Pène (Théâtre Le Lucernaire, rôle : Adamson)
  - David Copperfield de Charles Dickens, mise en scène par Patricia Giros (TJS de Montreuil (CDN), Tournée France et Suisse, rôle-titre)
  - Théâtre de la Peur, Grand Guignol, mise en scène par Patrick Simon (Kiron Espace, rôles : l’avocat, l’interne)
  - Le Misanthrope de Molière, mise en scène par Christophe Turgie (Théâtre Montmartre Galabru, rôle : Acaste)
- 2000 :
  - Festival Jules Renard de Jules Renard, mise en scène par Xavier Jaillard (Théâtre de Saint Maur, rôle : Poil de Carotte)
  - Isaac Hôtel de Fabien Arca, mise en scène par Fabien Arca (Théâtre des Amandiers (Nanterre), rôle : Murder)
- 2001 : Shopping and fucking de Mark Ravenhill, mise en scène par Thierry Harcourt (Théâtre La Pépinière Opéra, rôle : Gary)
- 2002–2003 :
  - Tout est bien qui finit bien de W. Shakespeare, mise en scène par Pierre Beffeyte (Collège de la Salle (Avignon Off) et tournée, rôle : Renaud Aîné)
  - La Profession de Mme Warren de B. Shaw, mise en scène par Claudia Morin (Tournée, rôle : Frank)
  - Les Échelles de nuages de Dominique Paquet, mise en scène par Patrick Simon (Scène National Cergy, Tournée, Avignon Off, rôle : Zao Ming)
- 2003 : L’Eveil du Printemps de Frank Wedekind, mise en scène par Gerold Schumann (Théâtre du Lierre, rôles : Otto, Coup de Soleil, Docteur)
- 2004–2005 : Ca va déchirer grave ! de B. Chapelle et C. Saféris, mise en scène par Jacques Décombe (Palais des Glaces, Prix du Public Festival Créa Comédia de Pézenas, rôle : Enzo)
- 2005–2006 :
  - Meilleurs souvenirs de Grado de Franz Xaver Kroetz, mise en scène par Lucien Marchal (Mal Egrené, rôle : Karl)
  - Zéphyrin et le Météore d’Or d’après Jules Verne, mise en scène par Patrick Simon (Tournée, rôle : Francis Gordon)
  - La Véritable Histoire de Lancelot du Lac de et mise en scène par Pierre Beffeyte (Tournée, rôle : Gauvain)
  - Andromaque de Jean Racine, mise en scène par Lucien Marchal (Mal Egrené et Scène Nationale de Bourg en Bresse, rôle : Oreste)
- 2006 : Country Music de Simon Stephens, mise en scène par Tanya Lopert (Théâtre Les Déchargeurs, rôle : Matty)
- 2007 : Six heures au plus tard de Marc Perrier, mise en scène par Joël Santoni avec Pierre Mondy (Centre national de création d'Orléans et tournée, rôle : Marco)
- 2008 : Merci Jean-Claude de B. Chapelle et C. Saféris, mise en scène par Bruno Chapelle (Comédie Caumartin, rôle : Thierry Flach)
- 2011 : Tout est bien qui finit bien de William Shakespeare, mise en scène par Pierre Beffeyte, Théâtre 14 Jean-Marie Serreau, Théâtre La Bruyère
- 2014 : Le Cabaret de l'austérité de Gilad Kahana, mise en scène par Zohar Wexler, Théâtre de la Reine Blanche
- 2022 : Deux mains, la liberté d'Antoine Nouel, mise en scène d'Antoine Nouel (Studio Hébertot), rôle : Rudolf Brandt

## Filmographie

### Cinéma

#### Longs métrages
- 1996 : Tempo Solo de Franck Salomé
- 1997 : Résistances de Vincent Bataillon
- 2002 : Acte manqué de Romain Delange
- 2003 : Les 3 Rois mages d'Antonio Navarro
- 2004 : Croisière de Natacha Cagnard
- 2006 : L'Apocalypse d'Emmanuel Caussé et Éric Martin
- 2007 : New Délire d'Éric Le Roch : le copain de Bobby (voix)

### Télévision

#### Téléfilms
- 1997-1999 : Marie Fransson de J-P. Prevost, J-P. Vergne et Christiane Spiero
- 1999 : Julien l’apprenti de Jean-Claude Grumberg et Jacques Otmezguine
- 2000 : Des parents pas comme les autres de Laurence Katrian
- 2008 : L'Odyssée de l'amour de Thierry Binisti : le narrateur (téléfilm documentaire)

#### Séries télévisées
- 2001 : Le Lycée d'Étienne Dhaene
- 2005 : Avocats et Associés de Denis Malleval
- 2006 : Avocats et Associés de Valérie Guignabodet et Alain Krief : Tony Stancovic
- 2006 : Préjudices de Frédéric Berthe
- 2007 : Louis Page de Badreddine Mokrani
- 2008 : Central Nuit de Félix Olivier
- 2008 : La Femme tranquille de Thierry Binisti
- 2008 : Joséphine, ange gardien de Jean-Marc Seban

## Doublage

### Cinéma

#### Films
- Garrett Hedlund[1],[2] dans :
  - Friday Night Lights (2004) : Don Billingsley
  - Troie (2004) : Patrocle
  - Quatre frères (2005) : Jack Mercer

- Mark Webber dans :
  - Broken Flowers (2005) : le Gamin
  - 13 Sins (2014) : Elliot Brindle
  - Riposte (2024) : Jesse Swann

- Sebastian Stan dans :
  - Le Pacte du sang (2006) : Chase Collins
  - Toy Boy (2009) : Harry
  - Seul sur Mars (2015) : Dr Chris Beck

- Rami Malek[3],[n 1] dans :
  - La Nuit au musée (2007) : Ahkmenrah, le pharaon
  - La Nuit au musée 2 (2009) : Ahkmenrah, le pharaon
  - La Nuit au musée : Le Secret des Pharaons (2014) : Ahkmenrah, le pharaon

- Ryan Reynolds[4],[5] dans :
  - Sécurité rapprochée (2012) : Matt Weston
  - RIPD : Brigade fantôme (2013) : Nick Walker
  - Life : Origine inconnue (2017) : Roy Adams

- Jesse Plemons dans :
  - Game Night (2018) : Gary Kingsbury
  - Vice (2018) : Kurt
  - Contrecoups (2022) : l'homme d'affaires

- Shia LaBeouf dans :
  - Constantine (2005) : Chaze Kramer
  - L'Œil du mal (2008) : Jerry Shaw

- Trevor Fehrman dans :
  - Clerks 2 (2006) : Elias Grover
  - Clerks 3 (2022) : Elias Grover

- Joseph Gordon-Levitt[6],[7] dans :
  - The Lookout (2007) : Chris Pratt
  - Miracle à Santa Anna (2008) : Tim Boyle, le reporter[n 2]

- Travis Van Winkle dans :
  - Transformers (2007) : Trent DeMarco
  - Vendredi 13 (2009) : Trent Sutton

- Gael García Bernal dans :
  - Rudo y Cursi (2008) : Cursi
  - Même la pluie (2010) : Sebastián

- Ryan Gosling[8],[n 1] dans :
  - Drive (2011) : le conducteur
  - The Big Short : Le Casse du siècle (2015) : Jared Vennett

- 1981[9] : 13 Morts et demi : Hardy (Matt Goldsby)
- 2002 : 40 jours et 40 nuits : Ryan (Paulo Costanzo[10])
- 2004 : La Jeune Fille à la perle : Pieter (Cillian Murphy[11])
- 2005 : New York Taxi : Andy Washburn (Jimmy Fallon)
- 2007 : Erik Nietzsche, mes années de jeunesse : Sammy (Nikolaj Coster-Waldau[n 1])
- 2008 : Sexy Dance 2 : Chase Collins (Robert Hoffman)
- 2008 : Zack et Miri font un porno : Barry (Ricky Mabe)
- 2008 : Le Royaume interdit : Jason Tripitikas (Michael Angarano[12])
- 2009 : L'Attaque du métro 123 : Delgado (Ramon Rodriguez[13])
- 2009 : Toy Boy : Harry (Sebastian Stan[14])
- 2009 : Dark World : Wormsnakes / Bill Wasnik (Stephen Walters)
- 2010 : Kaboom : Thor (Chris Zylka)
- 2011 : The Thing : Adam Finch (Eric Christian Olsen[n 1])
- 2011 : Footloose : Ren McCormack (Kenny Wormald)
- 2011 : Twilight, chapitre IV : Révélation, 1re partie : Paul Lahote (Alex Meraz)
- 2012 : Captive : Abu Omar (Mon Confiado (en)[15])
- 2013 : Promised Land : Paul Geary (Lucas Black[16])
- 2013 : Fast and Furious 6 : Firuz (Thure Lindhardt[17])
- 2013 : The Bay : Alex (Will Rogers[18])
- 2013 : Shérif Jackson : voix additionnelles
- 2013 : Malavita : Vincenze (Kresh Novakovic[19])
- 2013 : Last Vegas : Todd (Jerry Ferrara)
- 2013 : Les Flingueuses : Michael Mullins (Nate Corddry)
- 2014 : Jersey Boys : Tommy DeVito (Vincent Piazza)
- 2014 : Famille recomposée : Mark Reynolds (Joel McHale)
- 2014 : Ninja Turtles : Leonardo (Johnny Knoxville) (voix)
- 2014 : American Sniper : Goat-Winston (Kyle Gallner)
- 2015 : Entourage : Travis McCredle (Haley Joel Osment)
- 2015 : Le Pont des espions : Marty (Steven Boyer (en))
- 2016 : Ninja Turtles 2 : Leonardo (Pete Ploszek)
- 2016 : Popstar : Célèbre à tout prix : Owen (Jorma Taccone)
- 2017 : Star Wars, épisode VIII : Les Derniers Jedi : voix additionnelles
- 2018 : Hurricane : Xander Rice (Jimmy Walker)
- 2018 : Calibre : Vaughn (Jack Lowden)
- 2019 : Flocons d'amour : Stuart (Shameik Moore)
- 2019 : Six Underground : « Six » / le chauffeur (Dave Franco)
- 2019 : Countdown : Evan (Dillon Lane)
- 2019 : Sang froid : Anton « Bone » Dinckel (Gus Halper)
- 2020 : The Last Days of American Crime : Kevin Cash (Michael Pitt)
- 2020 : Nouvel ordre : Daniel (Diego Boneta)
- 2020 : Entre deux feux (de) : Alex (Christoph Letkowski)
- 2020 : The Wolf of Snow Hollow (en) : ? (?)
- 2021 : Don't Look Up : Déni cosmique : Devin Peters (Chris Evans)
- 2022 : Là où chantent les écrevisses : Jodie Clark, le frère de Kya (Logan Macrae)
- 2022 : Sous sa coupe (es) : Nacho (Álex Pastrana)
- 2022 : Argentine, 1985 : Luis Moreno Ocampo (Peter Lanzani)
- 2022 : 13 : La Comédie musicale (en) : le rabbin Shapiro (Josh Peck)
- 2023 : Crazy Bear : Peter (Jesse Tyler Ferguson)
- 2023 : Le Pari de Chang (en) : le professeur de gym [Qui ?]
- 2023 : 10 jours du côté du mal (tr) : Can [Qui ?]
- 2023 : Believer 2 (en) : ? (?)
- 2024 : Golden Kamui : Yoshitake Shiraishi (Yūma Yamoto)
- 2024 : Apocalypse Z : Le début de la fin : Manel (Francisco Ortiz (es))
- 2024 : Our Little Secret : Cameron (Jon Rudnitsky)

#### Films d'animation
- 2004 : Les Trois Rois Mages : Tobias[20]
- 2014 : La Grande Aventure Lego : Barbe d'acier[21],[22]
- 2019 : La Grande Aventure Lego 2 : Barbe d'acier[22]
- 2019 : Batman vs. Teenage Mutant Ninja Turtles : Leonardo
- 2019 : Arctic Dogs : Mission polaire : Swifty
- 2024 : Kung Fu Panda 4 : le capitaine Fish & Chips[23]

### Télévision

#### Téléfilms
- Brendan Fehr dans :
  - Un Noël en cadeau (2017) : Ryan McKee
  - Un Noël sous les projecteurs (2018) : John Ryan
  - Un Prince en cadeau (2021) : le prince Aiden

- 2019 : Cinq cartes de vœux pour Noël : Jax (Drew Seeley)
- 2020 : Les 12 rendez-vous de Noël : Alastair Kelly (Ian Collins)
- 2021 : Comment j'ai rencontré ton meurtrier : Oliver (Chris Zylka)
- 2021 : S'échapper à tout prix : Keith (Justin C. Schilling)
- 2021 : Confessions d'une camgirl : Brian (Jon Welch)
- 2021 : Noël à la ferme : David (Hugh Sheridan (en))

#### Séries télévisées
- Charlie Barnett dans (6 séries) :
  - Chicago Fire (2012-2015) : Peter Mills (66 épisodes)
  - Chicago Police Department (2014-2015) : Peter Mills (4 épisodes)
  - Secrets and Lies (2016) : Patrick Warner (10 épisodes)
  - Valor (2017-2018) : le lieutenant Ian Porter (13 épisodes)
  - Les Chroniques de San Francisco (2019) : Ben Marshall (9 épisodes)
  - You (2019) : Gabe Miranda (saison 2)

- Elden Henson dans (5 séries) :
  - Daredevil[24] (2015-2018) : Franklin « Foggy » Nelson (38 épisodes)
  - The Defenders (2017) : Franklin « Foggy » Nelson (mini-série)
  - Jessica Jones (2018) : Franklin « Foggy » Nelson (saison 2, épisode 3)
  - Luke Cage (2018) : Franklin « Foggy » Nelson (saison 2, épisode 5)
  - Daredevil: Born Again (2025) : Franklin « Foggy » Nelson

- Justin Chatwin dans :
  - Shameless (2011–2015) : Steve Wilton/Jimmy Lishman (40 épisodes)
  - American Gothic (2016) : Cam Hawthorne (13 épisodes)
  - Another Life (2019-2021) : Dr Erik Wallace (19 épisodes)

- Peter Gadiot dans :
  - Reine du Sud (2016-2021) : James Valdez (49 épisodes)
  - Supergirl (2017) : M. Mxyztplk (saison 2, épisodes 12 et 13)
  - One Piece (2023) : Shanks le Roux

- Harry Lloyd dans :
  - Robin des Bois (2006-2007) : Will Scarlet (26 épisodes)
  - Dans l'ombre des Tudors (2015) : Harry Percy (mini-série)

- Michael Cassidy dans :
  - Hidden Palms : Enfer au paradis (2007) : Cliff Wiatt (8 épisodes)
  - Privileged (2008-2009) : Charlie Hogan (15 épisodes)

- Nate Corddry (en) dans :
  - United States of Tara (2009) : Gene Stuart (10 épisodes)
  - Mom (2013-2015) : Gabriel (33 épisodes)

- Chris Zylka dans :
  - The Secret Circle (2012-2013) : Jake Armstrong (17 épisodes)
  - The Leftovers (2014-2017) : Tom Garvey (28 épisodes)

- J. J. Soria (en) dans :
  - American Wives (2012-2013) : Hector Cruz (27 épisodes)
  - Tracker (2025) : Pete (saison 2, épisode 11)

- Richard Flood dans :
  - Crossing Lines (2013-2014) : le lieutenant Tommy McConnell (22 épisodes)
  - Grey's Anatomy (2019-2022) : Dr Cormac Hayes (36 épisodes)

- Torrance Coombs dans :
  - Reign : Le Destin d'une reine (2013-2016) : Sébastien de Poitiers (62 épisodes)
  - The Originals (2018) : Declan O'Connell (6 épisodes)

- Chris Brochu dans :
  - Vampire Diaries (2014-2015) : Luke Parker (14 épisodes)
  - The Big Cigar (2024) : Dennis Hopper (mini-série)

- Miguel Gomez dans :
  - The Strain (2014-2017) : Augustin « Gus » Elizalde (46 épisodes)
  - SMILF (2017-2019) : Rafi (18 épisodes)

- Taylor Handley dans :
  - The I-Land (2019) : Jordan (mini-série)
  - Mayor of Kingstown (depuis 2021) : Kyle McLusky

- Aitor Luna (en) dans :
  - Les Héritiers de la terre (2022) : Arnau Estanyol (épisode 1)
  - El silencio (2023) : l'inspecteur Cabrera (mini-série)

- Oliver Stark dans :
  - 9-1-1 (depuis 2018) : Evan « Buck » Buckley
  - 9-1-1 : Lone Star (2021) : Evan « Buck » Buckley (saison 2, épisode 3)

- 2004 : Las Vegas : Junior Gomez (Jon Seda) (saison 1, épisode 15)
- 2004 : Mes plus belles années : Joseph Palladino (Francis Capra) (saison 2)
- 2005 : Sue Thomas, l'œil du FBI : John Smith / Habib Hakeem (Joseph Adam) (saison 3, épisode 14)
- 2006 : Invasion : Derek Culie (Michael Mitchell)
- 2009-2010 : Skins : Jonah Jeremiah « J. J. » Jones (Ollie Barbieri)
- 2010 : Les Enquêtes de Murdoch : James Gillies (Michael Seater)
- 2013 : Top of the Lake : Luke (Kip Chapman)
- 2013 : Ray Donovan : Tommy Wheeler (Austin Nichols)
- 2013 : Jo : Normand (Celyn Jones)
- 2014-2015 : Looking : Richie Donado (Raúl Castillo[25])
- 2014-2015 : NCIS : Nouvelle-Orléans : Ross P. (Martin Bats Bradford) (5 épisodes)
- 2016 : Game of Silence : Gil Harris (Michael Raymond-James) (10 épisodes)
- 2017 : Training Day : Tommy Campbell (Drew Van Acker)
- 2017-2024 : S.W.A.T. : l'officier Jim Street (Alex Russell) (129 épisodes)
- 2018-2023 : Mayans M.C. : Ezekiel « EZ » Reyes (J. D. Pardo) (50 épisodes)
- 2018 : When Heroes Fly : Yakir « Benda » Ben-David (Moshe Ashkenazi)
- 2019 : Traitors : voix additionnelles
- 2019 : It's Bruno! (en) : Dick (Sam Eliad) (6 épisodes)
- 2019 : The Politician : Ricardo (Benjamin Barrett)
- 2019 : Knightfall : Kelton Fitz Laval (Daniel Campbell)
- 2019-2023 : Servant : Tobe (Tony Revolori) (13 épisodes)
- 2020 : Penny Dreadful: City of Angels : l'inspecteur Santiago Vega (Daniel Zovatto) (10 épisodes)
- 2020-2021 : Stargirl : Matt Harris (Adam Aalderks) (3 épisodes)
- 2021-2022 : Qui a tué Sara ? : Alejandro « Alex » Guzman Zaldivar (Manolo Cardona) (25 épisodes)
- 2022 : Élite : Cruz Carvalho (Carloto Cotta)
- 2022 : First Kill : Oliver Fairmont (Dylan McNamara) (8 épisodes)
- 2022 : Hot Skull : Maksu-D (Ozan Çelik) (mini-série)
- 2022 : Angelyne : Danny (Michael Angarano) (mini-série)
- depuis 2022 : Pachinko : Solomon Baek (Jin Ha (en))
- 2023 : Vikings: Valhalla : Jorundr (Stanislav Callas)
- 2023 : Lockwood and Co. : Julius Winkman (Ben Crompton)
- 2023 : Mon cosmonaute : Bogdan Rosa jeune (Jakub Sasak (pl))
- 2023 : True Lies : Harry Tasker (Steve Howey)
- 2023 : Knokke Off : ? (?)
- 2024 : Ancestral : Yuk Sung-soo (Kim Jae-bum)
- 2024 : A Killer Paradox (en) : l'inspecteur Kwak [Qui ?]
- 2024 : Avatar, le dernier maître de l'air : le lieutenant Jee (Ruy Iskandar)
- 2024 : Nightmares and Daydreams par Joko Anwar (en) : Panji Suwono (Ario Bayu)
- 2024 : Monstres : L'Histoire de Lyle et Erik Menéndez : Dr William Vicary (Gil Ozeri (en)) (mini-série)
- 2024 : Golden Kamui : La chasse aux évadés (en) : Yoshitake Shiraishi (Yūma Yamoto)
- 2024-2025 : Docteur Odyssey : Tristan Silva (Sean Teale) (18 épisodes)
- 2025 : Bosch: Legacy : ? (?) (saison 3)

#### Séries d'animation
- 2014 : Super 4 : Gene
- 2017-2024 : Wakfu : Oropo (saisons 3 et 4), le deuxième garde (saison 4)
- 2018 : Craig de la crique : J.P.
- 2020-2021 : Idhun (en) : Alsan
- 2023 : Scott Pilgrim prend son envol : Stephen Stills[26]

### Jeux vidéo
- 2011 : Batman: Arkham City : Deadshot[27]
- 2013 : Batman: Arkham Origins : Deadshot[28]
- 2013 : Planes : Dusty Crophopper
- 2015 : Battlefield Hardline : Tyson
- 2015 : Fallout 4 : Nate (2e voix, DLC Nuka-World)
- 2015 : Tom Clancy's Rainbow Six: Siege : Maverick
- 2015 : The Witcher 3: Wild Hunt : Gaetan, le sorceleur de l’école du Chat (DLC À bon chat, bon loup)
- 2017 : Tom Clancy's Ghost Recon Wildlands : Holt
- 2017 : Injustice 2 : Deadshot
- 2017 : League of Legends : Kayn
- 2017 : Star Wars Battlefront II : voix additionnelles
- 2018 : Monster Hunter: World : voix additionnelles
- 2018 : Lego DC Super-Villains : Deadshot
- 2019 : Days Gone : Mark « Cope » Copeland
- 2019: Tom Clancy's Ghost Recon Breakpoint : Holt
- 2021 : Valorant : l'agent Chamber[29]
- 2022 : Cookie Run: Kingdom : Cookie Pétillant
- 2022 : Marvel's Midnight Suns : Captain America
- 2023 : Atomic Heart : ?
- 2023 : Final Fantasy XVI : Gerulf et voix additionnelles
- 2023 : Resident Evil 4: Separate Ways : le soldat A
- 2024 : Suicide Squad: Kill the Justice League : Deadshot
- 2024 : Batman: Arkham Shadow (en) : Deadshot, Boone Carver / Shrike (en), James et Novokhatnii
- 2025 : Assassin's Creed Shadows : ?